# Scindapsus beccarii
Scindapsus beccarii — вид квіткових рослин із родини кліщинцевих (Araceae), роду Scindapsus. Це ліана, рідним ареалом якої є Борнео, Малайський півострів, Суматра.